# Karl Slevogt Kleinwagenbau
Karl Slevogt Kleinwagenbau war ein deutscher Hersteller von Automobil.

## Unternehmensgeschichte
Karl Slevogt war als Konstrukteur für Cudell, Scheibler, Spyker, Laurin & Klement, Puch, Apollo und Selve tätig gewesen. 1928 machte er sich mit dem Karl Slevogt Ingenieurbüro in Hameln selbständig und war beratend tätig. 1930 gründete er in derselben Stadt das Unternehmen zur Produktion von Automobilen. Der Markenname lautete Slevogt. 1933 endete die Produktion. Insgesamt entstanden etwa 25 Fahrzeuge.

## Fahrzeuge
Das einzige Modell war ein Dreirad, bei dem sich das einzelne Rad vorne befand. Für den Antrieb sorgte ein Einbaumotor von Rinne. Es war ein wassergekühlter Einzylinder-Zweitaktmotor mit 198 cm³ Hubraum und 6 PS Leistung. Er war oberhalb des Vorderrades montiert war und trieb es an. Die offene Karosserie bot Platz für zwei Personen. Der Radstand betrug 200 cm und die Spurweite 117 cm. Das Leergewicht war mit 214 kg angegeben.
Am 5. August 1931 fuhr Slevogt mit einem seiner Fahrzeuge auf der Berliner AVUS acht Runden mit einer Durchschnittsgeschwindigkeit von 59,84 km/h und danach mit durchschnittlich 46 km/h zurück nach Hameln.